# Blue Lines
Blue Lines ist das Debütalbum der englischen Trip-Hop-Band Massive Attack. Es erschien am 8. April 1991 auf dem Label Virgin Records. In Großbritannien entwickelte sich Blue Lines schnell zu einem großen kommerziellen Erfolg, wo es bis auf Platz 13 der Albencharts kam. In anderen Ländern waren die Verkaufszahlen jedoch zunächst eher gering. Stilistisch vermischte es Elemente aus Hip-Hop, Electronica, Soul und Reggae und erschuf damit einen damals einzigartigen Sound. Auch die Kritik nahm das Album positiv auf. So landete Blue Lines im Jahre 2003 beispielsweise auf der Liste der 500 besten Alben aller Zeiten des Rolling Stone auf Platz 395.
Drei Singles wurden von dem Album ausgekoppelt. Schon am 15. Oktober 1990 erschien Daydreaming, das jedoch nicht die UK Top 40 erreichte. Die zweite Single Unfinished Sympathy, veröffentlicht am 11. Februar 1991, erreichte immerhin Platz 13. Safe from Harm kam am 28. Mai des Jahres auf den Markt und stieg in Großbritannien bis auf Platz 25.

## Titelliste
1. Safe from Harm (Billy Cobham/John McLaughlin/Robert Del Naja/Grant Marshall/Shara Nelson/Andrew Vowles) – 5:16
2. One Love (Del Naja/Marshall/Vowles/Hawk Wolinski) – 4:48
3. Blue Lines (Bennett/Larry Carlton/Del Naja/Geurin/Marshall/Joe Sample/Tom Scott/Tricky/Vowles) – 4:21
4. Be Thankful for What You’ve Got (William DeVaughn) – 4:09
5. Five Man Army (Del Naja/Marshall/Tricky/Vowles/Williams) – 6:04
6. Unfinished Sympathy (Del Naja/Marshall/Nelson/Sharp/Vowles) – 5:08
7. Daydreaming (Wally Badarou/Del Naja/Marshall/Tricky/Vowles) – 4:14
8. Lately (Brownlee/Del Naja/Marshall/Nelson/Redmond/Simon/Simon/Vowles) – 4:26
9. Hymn of the Big Wheel (Neneh Cherry/Del Naja/Horace Andy/Marshall/Vowles) – 6:36

## Kommerzieller Erfolg

### Chartplatzierungen
| ChartsChartplatzierungen     | Höchstplatzierung | Wochen |
| ---------------------------- | ----------------- | ------ |
| Deutschland (GfK)            | 31 (17 Wo.)       | 17     |
| Österreich (Ö3)              | 5 (12 Wo.)        | 12     |
| Schweiz (IFPI)               | 26 (7 Wo.)        | 7      |
| Vereinigtes Königreich (OCC) | 13 (88 Wo.)       | 88     |

### Auszeichnungen für Musikverkäufe
| Land/Region                  | Auszeichnungen für Musikverkäufe (Land/Region, Auszeichnung, Verkäufe) | Verkäufe |
| ---------------------------- | ---------------------------------------------------------------------- | -------- |
| Frankreich (SNEP)            | 2× Gold                                                                | 200.000  |
| Vereinigtes Königreich (BPI) | 2× Platin                                                              | 600.000  |
| Insgesamt                    | 2× Gold · 2× Platin ·                                                  | 800.000  |